# Carlos Sato
Carlos Sato (Rio de Janeiro, 22 de abril de 1964 – Rio de Janeiro, 14 de março de 2018) foi um ator brasileiro.

## Televisão
- 2012 - Guerra dos Sexos.... Japonês[2]
- 2011 - Macho Man
- 2011 - Morde & Assopra.... Escavador japonês[3]
- 2010 - Passione.... Shong-Li[4]
- 2010 - Tempos Modernos.... Ditchã[5]
- 2008 - Toma Lá, Dá Cá
- 2007 - Amazônia, de Galvez a Chico Mendes.... japonês (Shiro Ihara)[6]
- 2006 - Avassaladoras... Sakashi[7]
- 2006 - Alma Gêmea... Encarnação japonesa de Rafael
- 2005-2007 - A Diarista
- 2004 - Sítio do Picapau Amarelo....Akio- San
- 2004 - Um Só Coração.... Kazuo Fujihara[8]
- 2004 - Zorra Total.... Takeshi[9]
- 1998 - Brida.... Tanaka
- 1996 - Malhação.... Akira
- 1996 - Cara e Coroa.... Mischima

## Filmes
- 2011 - De Pernas Pro Ar 2....massagista japonês
- 2008 - Meu Nome Não É Johnny.... Preso japonês
- 2006 - Hildete.... Zé